# RSK地域スペシャル メッセージ
『RSK地域スペシャル メッセージ』（アールエスケーちいきスペシャル メッセージ）は、RSK山陽放送（RSKテレビ）で2012年4月11日から放送されているドキュメンタリー番組である。

## 概要
- 地方局の原点に立ち返り、地域の「今」を映像で切り取るというコンセプトで立ち上げた番組。RSK山陽放送で毎週放送のドキュメンタリー番組は、1986年4月から1989年3月まで放送された『RSK特集』[2]以来、23年ぶりとなる。なお、当番組開始までにもいくつか不定期でドキュメンタリー番組を『VOICE21スペシャル』と題して放送されていた。
- 毎週放送のドキュメンタリー番組をゴールデンタイムで放送するのは全国ネット・ローカル問わず、テレビ朝日系の『報道発 ドキュメンタリ宣言』[3]以来で、2020年12月現在、TBS系列･他系列においてもRSK山陽放送だけ。TBS系列におけるゴールデンタイムのドキュメンタリー番組は、2009年6月3日まで放送されていた『水曜ノンフィクション』以来2年10か月ぶりである。
- なお、長年この時間帯で放送されていた『VOICE21』は、当番組立ち上げに伴い、毎月第4日曜13:00 - 13:55に移動した。その後、休止状態を経て2015年から『VOICE愛』、2023年から『VOICEdeGO!』として現在19時枠[4]で放送している。
- まれに月曜（日曜深夜）に再放送されるが、その際は字幕放送対応となる回もある。
- 2012年10月17日の放送は番組初の生放送を実施。司会進行は石田好伸・小尾渚沙で、取材･報告は高畑誠（兼気象予報士）。生放送中はFAX・Eメール・ツイッターで意見を募集していた。
- 2013年1月から1年間はスタジオパートが設けられ、進行役（後述）の2人とゲスト、取材にあたった記者が出演する形式になった（実質キー局TBSテレビで土曜夕方に放送されている『報道特集』に近い）。スタジオパートは生放送で行なわれ、随時FAX・Eメールで意見を募集していた。
- RSK山陽放送のみで放送されているが、他のTBS系列局で年末年始（元日を除く）早朝を中心に単発で放送されている。番組は同じ放送回であることが多い。
- 第53回ギャラクシー賞「報道活動部門」で大賞を受賞[5]。
- 2022年4月放送分から「TVer」「TBS FREE」での見逃し配信を開始した。放送終了後翌木曜更新で、配信期間は次回放送日まで[6]。
- 2023年度「日本記者クラブ賞」で特別賞を受賞[7]

### 放送枠の変遷
- 当番組開始当初の水曜19時台はローカルセールス枠で、キー局TBSテレビでは2012年4月から9月まで『まさかのホントバラエティー イカさまタコさま』が放送されていた時間帯である。通常20:00から放送されている番組（2012年3月時点で『世紀のワイドショー!ザ・今夜はヒストリー』）の2時間スペシャル、特別番組など、年末年始・改編期であっても1時間短縮版を放送。また、一部スポーツ中継番組でも20:00からの飛び乗り放送をしていた。
- 2012年10月改編により、『水野真紀の魔法のレストラン』（毎日放送）、『静岡発そこ知り』（静岡放送）などローカル番組を放送している局は月曜19:00に移動するが、山陽放送は放送時間を移動せず、引き続き水曜19:00からの放送となり、[8]19:54からは毎日放送の『魔法のレストラン』を放送する。このため、TBS系列の2時間番組『水トク!』はネットされないが[9]、一部を除いた系列局が放送枠を移動する月曜19:00はTBSテレビの『私の何がイケないの?』が同時ネットになる。
- 2013年10月9日から、当時間帯に新しい自社制作番組「国司憲一郎のリンだRiNだ」を放送するため、当番組は、水曜20:00 - 20:54に移動。このことによって放送ネットより独立した山陽放送のローカル枠が2時間に拡張される事となった。
- 2014年4月30日より「国司憲一郎のリンだRiNだ」[10]が19:56 - 20:56、当番組は20:56 - 21:54に時間変更され、山陽放送のローカル枠2時間放送は継続となった。そのため、『水トク!』は引き続き非ネット、もしくは遅れネットとなる。
- 2017年4月からは19:56より開始になる。番組編成によっては19:00より放送になる場合がある。空いた21時台はTBSテレビ『スパニチ』枠で放送された単発特番などを放送していたが、2017年11月からは『世界くらべてみたら』を穴埋めとして放送している。
- 2018年から2021年8月まではTBSテレビとの同時ネット優先の編成となり、当番組はほぼ月一回の放送となっていた。
- 2021年9月より、月1-2回の定期放送（20:00開始。番組編成によっては19:00開始になる場合あり）に復帰。TBSテレビの水曜日のレギュラー番組は再度不定期放送になる[11]。空いた21時台は『東大王』または『世界くらべてみたら』を穴埋めで放送する。
- 2023年からは、毎月最終水曜日20:00からの放送になった。ただし、編成の都合により臨時放送、月2回放送する場合がある。

## 進行役
主に生放送スペシャルがあった場合石田好伸アナや米澤秀俊アナなどが主に担当。
※なお2013年1月16日放送分から1年ほどは常時スタジオパート（生放送）が設けられていた。
- 太田雅仁
- 小尾渚沙（当時RSKアナウンサー）

## 放送リスト

### 2012年
| 放送日時 | タイトル                                                       | 備考                                                                                  |
| -------- | -------------------------------------------------------------- | ------------------------------------------------------------------------------------- |
| 4月11日  | 「さくら」 ～なぜ日本人は桜に惹かれるのか～                    |                                                                                       |
| 4月18日  | 「こんぴら歌舞伎 次代へ」 ～歴史を受け継ぐ若者たち～           | 4月28日の25:48 - 26:48に再放送。                                                      |
| 4月25日  | 「ヘア・ドネーション」 ～髪が紡いだ命～                        | 6月2日の26:03 - 26:58に再放送。                                                       |
| 5月2日   | 「春、来たけれども」 Arab Spring 2011                          |                                                                                       |
| 5月9日   | 「瀬戸内デニムバレー」 ～ジーンズ聖地KOJIMAの逆襲～            | 6月16日の25:48 - 26:43に再放送。                                                      |
| 5月16日  | 「ファジアーノ百年の夢」 ～英国マンチェスターに学ぶ～          |                                                                                       |
| 5月30日  | 「命の花を背負って」 ～瀬戸内・志々島の一年～                  | 10月20日の25:48 - 26:43に再放送。                                                     |
| 6月13日  | 「若き自治体の経営者」 ～市長の素顔に迫る～                    | 6月30日の25:48 - 26:43に再放送。                                                      |
| 6月20日  | 「友情と鳥の姿に支えられて」 ～小脳萎縮と闘う野鳥カメラマン～  |                                                                                       |
| 6月27日  | 「ボクはドラマー」 ～ダウン症の大ちゃんは社会人～              | 9月1日の25:48 - 26:43に再放送。                                                       |
| 7月4日   | 「未来への選択肢」 ～岡山県知事選2012～                        |                                                                                       |
| 7月11日  | 「夢のテント 北の大地に立つ」 ～木下大サーカスの大移動に密着～ |                                                                                       |
| 7月18日  | 「服をめぐる冒険」 ～岡山、上海、パリ…クロスカンパニーの挑戦～ |                                                                                       |
| 7月25日  | 「夢をつないで」 ～人見絹枝から重友梨佐へ～                    |                                                                                       |
| 8月1日   | 「お笑い芸人番頭がやってきた」 ～湯原温泉物語～                |                                                                                       |
| 8月8日   | 「戦争の語り部たち」 ～67年目の夏～                            |                                                                                       |
| 8月22日  | 「激漕!関西高校ボート部 水上の挑戦者たち!」                    |                                                                                       |
| 8月29日  | 「買い物難民」                                                 |                                                                                       |
| 9月5日   | 「安岐さんの海」 ～香川県豊島2012～                            |                                                                                       |
| 9月19日  | 「被災地に学ぶ」                                               |                                                                                       |
| 9月26日  | 「SOLAR FEVER」 ～どうなるエネルギー新時代～                   |                                                                                       |
| 10月17日 | 「岡山・香川 巨大地震への備えは」                              | 生放送                                                                                |
| 10月24日 | 「過疎地だから夢がある! よみがえれ 棚田村 岡山県美作市・上山」 |                                                                                       |
| 10月31日 | 「次期知事生出演」 ～岡山の未来像は～                          | 生放送                                                                                |
| 11月7日  | いざ!瀬戸内の秋祭り ～伝統を継ぐ者たち～                       | 12月1日の25:48 - 26:43に再放送。 信越放送は12月9日の25:20 - 26:15に遅れネットで放送。 |
| 11月28日 | RSK60周年 覚えていますか? ～エリアの映像史～                   | 2013年1月3日の7:00 - 8:00に再放送。                                                   |
| 12月5日  | 瀬戸内に描く芸術祭 ～北川フラムの流儀～                        | 2013年3月9日の25:48 - 26:43に再放送。                                                 |
| 12月12日 | 罪と罰 2012 ～密着!服役、出所...支える人たち～                 |                                                                                       |
| 12月19日 | 闘将の哲学 ～星野仙一の人間学～                                |                                                                                       |

### 2013年
| 放送日時      | タイトル                                              | 備考                            |
| ------------- | ----------------------------------------------------- | ------------------------------- |
| 1月16日       | ターゲットはシニア層 ～動き出した3000万人市場～       |                                 |
| 1月23日       | ～瀬戸内発!～ ”造船王国”復活をかけて                  |                                 |
| 1月30日       | 4000年前のラブレター ～トルコ・古代遺跡を掘る岡山人～ |                                 |
| 2月6日        | 自殺 ～私は死の淵に立った～                           |                                 |
| 2月13日       | 医療が街を変える ～アメリカに学ぶ岡山の未来～         |                                 |
| 2月20日       | 体罰 ～徹底討論～                                     |                                 |
| 3月13日       | 生きがい ～隔離の中の群像～                           |                                 |
| 3月20日       | 美作発 田舎からニッポンを変える!                      |                                 |
| 2013年4月17日 | 桜に染まる伊吹島 ～島の桜と花見鯛～                   |                                 |
| 4月24日       | “教育県”岡山は甦るか?                                 |                                 |
| 5月15日       | 公平さんのような空の日に… ～『弱者の味方』逝く～      |                                 |
| 5月29日       | ボク流でいこう！ ～大ちゃん夢のライブ！～             | 5月31日の9:55 - 10:55に再放送。 |
| 6月5日        | 備前焼 次代に挑む作家たち                             |                                 |
| 6月12日       | 老いゆく国に生きる覚悟 ～在宅介護・医療を見つめて～   |                                 |
| 7月3日        | 夢、活、性…少女たちの素顔 ～岡山・香川発～            |                                 |
| 7月10日       | 農業で生きる ～岡山・4つの模索～                      |                                 |
| 7月17日       | ドラッグの罠                                          |                                 |
| 7月24日       | 今夜から始める!岡山・香川の防災力アップ               |                                 |
| 7月31日       | 島から世界へ発信! ～瀬戸内国際芸術祭・夏～            |                                 |
| 8月7日        | 消えゆく証言 隔離の中の戦争                           |                                 |
| 8月21日       | 田舎からニッポンを変える ～棚田村の挑戦者たち～       | 特別編                          |
| 8月28日       | ケータイはあなたの鏡                                  |                                 |
| 9月11日       | 変わる政令市・岡山 ～未来への課題～                   |                                 |
| 9月25日       | 幻の和牛を求めて ～ある牛飼い老人の夏～               |                                 |
| 10月9日       | 島がワタシの新天地! ～小豆島・移住者たちの夏～        |                                 |
| 10月16日      | ひな人形が海を渡った ～岡山アメリカ交流秘話～         |                                 |
| 10月23日      | 日本シリーズ進出!闘将・星野仙一の「人間力」           |                                 |
| 10月30日      | 国吉康雄 動乱の「美学」 ～ふたつの国とふたりの私～    |                                 |
| 11月6日       | 格差社会を生きる ～ホームレス2013～                   |                                 |
| 11月13日      | 島が笑った 瀬戸内国際芸術祭in粟島                     |                                 |
| 11月20日      | ミャンマーの医師を育てる ～岡山・香川の医療支援～     |                                 |
| 11月27日      | 空手と介護の道 ～日本一の空手チームに密着～           |                                 |
| 12月4日       | シカが橋からやってくる ～小さな島の騒動記～           | 12月31日の5:55 - 6:50に再放送。 |

### 2014年
| 放送日時 | タイトル                                                             | 備考                                  |
| -------- | -------------------------------------------------------------------- | ------------------------------------- |
| 1月8日   | 田舎からニッポンを変える3 ～新しい命の誕生～                         |                                       |
| 1月15日  | 緊急生放送 大地震に備えろ!                                           | 生放送                                |
| 1月22日  | 死刑囚への手紙 ～娘を殺された父の思い～                              |                                       |
| 1月29日  | 青い目の禅尼 智さん和尚になる                                        |                                       |
| 2月5日   | ソチへ!冬の挑戦者たち ～髙橋大輔・町田樹・新田佳浩～                 |                                       |
| 2月26日  | 出羽海親方 土俵に捧げた人生                                          |                                       |
| 3月12日  | 29歳 天才女性が舞う                                                  |                                       |
| 3月19日  | 高齢者が狙われる ～特殊詐欺の実態～                                  |                                       |
| 3月26日  | ヤツらがやって来る ～VSサル・シカ・イノシシ～                        |                                       |
| 4月2日   | 政令市5年の岡山 生かせるか!ビッグチャンス ～中四国拠点の街づくりは～ | 19:00 - 20:54の2時間生放送SP          |
| 4月9日   | 花で笑わせたい ～あるフローリストの挑戦～                            |                                       |
| 4月30日  | 世界一の水槽をつくれ! ～香川・日プラの挑戦～                         |                                       |
| 5月21日  | 日本一へのアタック ～素顔の岡山シーガルズ～                          |                                       |
| 5月28日  | 赤身が和牛の救世主!? ～神郷釜村・牛飼い老人を追う～                  | 9月26日の25:55 - 26:52に再放送。      |
| 6月4日   | 生かせるか400年の歴史 ～岡山表町物語～                               |                                       |
| 6月11日  | 子供を襲う貧困 ～6人に1人が…～                                       |                                       |
| 6月18日  | あなたの人生の最期は? ～終活を考える～                               |                                       |
| 7月2日   | 岡山・香川の海に潜る 瀬戸内海国立公園80周年                          | 19:56 - 20:54に放送。                 |
| 7月16日  | 村という生き方 ～岡山・西粟倉村と旧阿波村の挑戦～                    |                                       |
| 7月30日  | 救える命を増やしたい ～岡山大・世界一の肺移植に密着～                |                                       |
| 8月6日   | 岡山・香川 未解決時間に迫る                                          |                                       |
| 8月13日  | 語り継ぐ戦争体験 ～岡山・香川69年目の夏～                            |                                       |
| 8月27日  | 赤いかぼちゃの港で… ～香川・直島人間模様～                           |                                       |
| 9月3日   | 街は消えるのか ～岡山・香川、迫りくる人口減社会～                    |                                       |
| 9月10日  | どうして結婚できない… ～岡山・香川 婚活事情～                        |                                       |
| 10月8日  | どうして徘徊するの? ～岡山・香川 認知症の現実～                      | 20:00 - 20:54に放送。                 |
| 10月15日 | 豪雨と土砂災害 ～岡山・香川の備えは?～                               | 20:00 - 20:54に放送。                 |
| 10月22日 | 岡山から世界を救え ～国際医療ボランティア・AMDAの30年～              |                                       |
| 10月29日 | ピオーネの里に魅かれて 新見市豊永の移住者                            | 20:00 - 20:57に放送。                 |
| 11月5日  | ハヤシバラ ～破たん、そして新たな道～                                | 12月31日の5:50 - 6:50に再放送。       |
| 11月19日 | 目指せ!金メダル! ～岡山・香川の若い競技者は～                        |                                       |
| 11月26日 | 「遍路する心」鎮魂 約束 成長・・・                                   | 2015年5月23日の26：53-27:47に再放送。 |
| 12月10日 | よみがえれ!教育県岡山                                                |                                       |
| 12月29日 | 巨大モール誕生で岡山は…?                                             | 17:00 - 18:00に放送。                 |

### 2015年
| 放送日時 | タイトル                                                                                       | 備考                                  |
| -------- | ---------------------------------------------------------------------------------------------- | ------------------------------------- |
| 1月21日  | めざせノーベル賞 ～岡山・香川 期待の研究～                                                     |                                       |
| 1月28日  | 私は男?私は女? ～岡山・香川 性同一性障害の現実～                                               | 2015年5月30日の26：53-27:51に再放送。 |
| 2月4日   | 発生!鳥インフルエンザ 8年ぶり岡山で…                                                           |                                       |
| 2月18日  | 盲目の先生 命の授業 ～見えないから見えたもの～                                                 |                                       |
| 3月11日  | 世界最大の窯で備前焼は… ～森陶岳 古備前に挑む～                                                |                                       |
| 3月25日  | 大衆演劇 座長は3代目 ～香川・南ファミリー劇団20年～                                            | 2015年5月16日の26：53-27:47に再放送。 |
| 4月15日  | 岡山映像ライブラリーセンター開館 カラーでよみがえる明治 ～始まったモノクロフィルムのカラー化～ | 20：00-20：54に放送。                 |
| 4月29日  | 盲目の先生 命の授業 ～見えないから見えたもの～                                                 | 2015年2月18日放送分のアンコール放送。 |
| 5月6日   | 1万5000人が走る ～おかやまマラソンの魅力～                                                     |                                       |
| 5月20日  | 岡山・香川 高齢者と運転 ～衝突・逆走の原因とは？～                                             |                                       |
| 6月3日   | 何歳まで働きますか? ～生涯現役時代～                                                           |                                       |
| 6月10日  | 瀬戸内海の廃墟 ～リゾートブームの果て～                                                        |                                       |
| 7月8日   | 舞台はニューヨーク ～岡山3音楽家の挑戦～                                                       |                                       |
| 7月15日  | 岡山・香川 戦争の記憶を継ぐ                                                                    |                                       |
| 7月22日  | 女将はじめます ～西粟倉村の小さな温泉物語～                                                    |                                       |
| 7月29日  | 花嫁が目覚めるまで… ～8年越しの結婚式～                                                        |                                       |
| 8月19日  | 宝の山 ふたたび ～真庭市・林業への挑戦～                                                       |                                       |
| 9月2日   | 島の命を守る ～密着・豊島の女性看護師～                                                        |                                       |
| 9月9日   | まさか私が騙されるなんて… ～急増する岡山･香川 特殊詐欺の実態～                                 |                                       |
| 9月16日  | ペットは家族 ～岡山・香川 動物をめぐる喜怒哀楽～                                               |                                       |
| 9月30日  | 老後の蓄えはいくら必要? ～あなたは本当に大丈夫？～                                             |                                       |
| 10月28日 | 神宿る備前焼 ～森陶岳 巨大窯への挑戦～                                                         |                                       |
| 11月4日  | 保育園に入れない ～“待機児童ゼロ”は可能か～                                                    |                                       |
| 11月11日 | 水害列島 ～岡山・香川の備えは万全か?～                                                         |                                       |
| 11月25日 | 岡山を駆け抜けたマラソンランナーたち ～1万4000人の感動～                                       |                                       |
| 12月9日  | 創ろう！教育県 ～子どもたちに生きる力を～                                                      |                                       |
| 12月16日 | 岡山発!バナナと赤米 ～ビジネスチャンスをつかめ～                                               |                                       |
| 12月31日 | 島の命を見つめて ～豊島の看護師・うたさん～                                                    |                                       |

### 2016年
| 放送日時 | タイトル                                                      | 備考                                 |
| -------- | ------------------------------------------------------------- | ------------------------------------ |
| 1月20日  | 美術館が面白い! ～地方からのアートな挑戦～                    |                                      |
| 2月3日   | 夢追う町工場 ～岡山・香川の下町ロケット～                     |                                      |
| 2月10日  | 救えネパールの命 ～震災被災地と岡山～                         |                                      |
| 2月17日  | 人生の終わりを自宅で ～増える在宅医療～                       |                                      |
| 2月24日  | 田舎が消える ～しのびよる過疎からの脱却は～                   | 19:58 - 20:54に放送。                |
| 3月16日  | 発達障がいと共に生きる ～誰もが輝ける社会へ～                 |                                      |
| 3月23日  | 島の命を見つめて ～豊島の看護師・うたさん～                   | 2015年9月2日放送分のアンコール放送。 |
| 4月13日  | 夢をありがとう ～島と球児の甲子園～                           | 19:00 - 19:56に放送。                |
| 4月27日  | 四国に新幹線を！ ～熱望の背景を探る～                         |                                      |
| 5月4日   | 子どもの家 ～貧困の連鎖を抜け出せ～                           |                                      |
| 5月11日  | 外国人観光客をとり込め! ～岡山・香川も動き出す～              |                                      |
| 6月1日   | 隔離された法廷 ～ハンセン病 司法の人権侵害～                  |                                      |
| 6月8日   | 覚せい剤に壊された人生 ～負の連鎖からの回復～                 |                                      |
| 6月22日  | 高畑勲監督、岡山空襲を語る ～アニメ「火垂るの墓」戦争と平和～ |                                      |
| 7月6日   | 三菱 企業城下町 ～苦悩する下請け工場～                        |                                      |
| 7月13日  | 生放送 18歳が選挙を変える? ～参院選 岡山・香川を徹底検証～    | 生放送                               |
| 7月27日  | 盲学校をキルギスにも ～竹内先生 新たな支援～                  |                                      |
| 8月17日  | 結婚と就職 女の私が男になる理由                               | 19:58 - 20:54に放送。                |
| 8月31日  | 声ふたたび ～声帯を失っても歌いたい～                         |                                      |
| 9月7日   | 鳥の目 虫の目 豊島                                            |                                      |
| 9月28日  | 「横綱になるんだ」～小豆島・琴勇輝の挑戦～                    | 19:58 - 20:54に放送。                |
| 10月5日  | 山口組抗争事件を追う ～かつて侠客と言われた男の目～           | 19:58 - 20:54に放送。                |
| 11月2日  | アートで挑む街づくり ～岡山芸術交流の魅力とは～               |                                      |
| 11月16日 | 燃えた！おかやまマラソン2016 ～「走」ブームがもたらすもの～   |                                      |
| 11月30日 | なぜ事故は起きたのか ～観音寺トレーラー事故の背景～           |                                      |
| 12月21日 | 医療先進都市へ ～岡山・巨大病院ラッシュ～                     |                                      |

### 2017年
| 放送日時 | タイトル                                                 | 備考                                                    |
| -------- | -------------------------------------------------------- | ------------------------------------------------------- |
| 1月18日  | 新見のワイナリー、世界へ ～日本ワインブームの中で～      | 19:58 - 20:54に放送。                                   |
| 1月25日  | 追悼 渡辺和子 置かれた場所に咲いて89年                   |                                                         |
| 2月8日   | 世界に売り込め ～攻めの農業をめざせ～                    |                                                         |
| 2月22日  | なぜ？迫る魔の手 ～相次ぐ女性を狙う犯罪～                |                                                         |
| 3月15日  | 池田動物園を救え ～カギは公営化?～                       | 19:58 - 20:54に放送。                                   |
| 4月5日   | 百ます計算で学力は？ ～陰山さんの挑戦～                  | 19:58 - 20:54に放送。                                   |
| 4月26日  | 聴こえない子を救いたい ～岡山かなりや学園～              | 19:58 - 20:54に放送、4月30日の25：50 - 26：45に再放送。 |
| 5月3日   | 物流危機 ～相次ぐトラック事故の背景～                    |                                                         |
| 5月17日  | 小学生レーサー 目指すはF1                                |                                                         |
| 5月31日  | 凪（な）がんシケはない ～豊島42年の闘い～                | 19:00 - 19:56に放送。                                   |
| 6月21日  | 産科医が足りない! ～その背景には意外な・・・～           | 19:00 - 19:56に放送。                                   |
| 6月28日  | 孤高の牛飼い 40年 ～和牛のルーツを守る～                 |                                                         |
| 7月26日  | イリコに沸く島 ～伊吹島の夏2017～                        |                                                         |
| 8月2日   | つぎのいのちへバトンタッチ ～末期がんの母から娘へ～      |                                                         |
| 8月16日  | 田舎からニッポンを変える 4 ～再生と創成2017～            | 19:58 - 20:54に放送。                                   |
| 9月6日   | 恐竜に出会った ゴビ砂漠へ 岡山から学生調査隊～           |                                                         |
| 10月4日  | 将棋・王位への道 菅井七段 ～岡山から大山名人を継ぐ～     | 19:58 - 20:54に放送。                                   |
| 11月8日  | オランダおイネ 知られざる生涯                            | 19:00 - 20:00に放送。                                   |
| 11月15日 | 疾走・おかやまマラソン2017 ～1万6000のドラマが生まれる～ |                                                         |
| 12月20日 | 引退競走馬に光を! 岡山から広がる支援の輪                 |                                                         |

### 2018年
| 放送日時 | タイトル                                                               | 備考                          |
| -------- | ---------------------------------------------------------------------- | ----------------------------- |
| 1月17日  | 闘将・星野仙一からのラストメッセージ                                   |                               |
| 2月7日   | がんと闘う子どもたち ～小さなレモネード屋さん～                        |                               |
| 2月28日  | 岡山発アジアへ 肺移植・大藤医師の挑戦                                  |                               |
| 3月14日  | 倉敷 障害者一斉解雇の波紋 ～検証・A型事業所～                          | 19:00 - 19:55に放送。         |
| 4月25日  | バスが消える ～路線バス廃止問題の波紋～                                | 20:00 - 20:57に放送。         |
| 5月9日   | 人間回復の橋、30年 ～生中継 長島から～                                 | 生放送、20:00 - 20:55に放送。 |
| 6月20日  | おらが街のオーケストラ ～岡山フィルの新たな挑戦～                      | 19:00 - 19:55に放送。         |
| 7月25日  | 岡山豪雨 その時、何が…                                                 | 19:00 - 19:55に放送。         |
| 7月31日  | 特別編 新たなるシンフォニーへの招待 岡山フィルハーモニック管弦楽団2018 | 24:55 - 25:55に放送。         |
| 9月5日   | その時、すでに決壊していた ～生死を分けた判断と行動～                  | 生放送、19:00 - 19:55に放送。 |
| 9月19日  | 天文王国おかやまの巨星たち 竹林寺山からアンデス5000メートルの高地へ    | 21:00 - 21:57に放送。         |
| 10月24日 | イノシシ 瀬戸内海を渡る 出没！島にも山里にも…                          | 20:00 - 20:57に放送。         |
| 11月21日 | おかやまマラソン2018 ～被災地に響け！復興へのエール～                  | 20:00 - 20:55に放送。         |

### 2019年
| 放送日時 | タイトル                                                                        | 備考                          |
| -------- | ------------------------------------------------------------------------------- | ----------------------------- |
| 1月9日   | 6か月目の決断 ～岐路に立つ被災地～                                              | 20:00 - 20:57に放送。         |
| 1月30日  | 引き裂かれた家族 ～ハンセン病孤児たち 初めての告白～                            |                               |
| 2月27日  | 宝の島のイノシシ騒動                                                            |                               |
| 3月6日   | 復興の現場から 記者が伝えたかったこと                                           |                               |
| 3月20日  | 豊かな島よ ふたたび                                                             |                               |
| 4月10日  | がっこうに行きたい ～岡山自主夜間中学校～                                       |                               |
| 4月24日  | 令和、新時代へのゲート                                                          |                               |
| 5月15日  | 京橋クルーズ 復活!犬島航路にかかる期待                                          |                               |
| 6月5日   | 徹底討論・虐待                                                                  |                               |
| 6月19日  | 墓は消えるのか                                                                  |                               |
| 7月3日   | 次の災害への備えは ～西日本豪雨から1年～                                        |                               |
| 7月17日  | 差別・偏見との闘いを伝えて ～ハンセン病 取材40年～                              |                               |
| 8月7日   | 世界一のスマイル 渋野日向子 ～おめでとう全英OP制覇～                            | 生放送、19:00 - 19:55に放送。 |
| 8月14日  | 語り継ぐ戦争証言2019                                                            | 20:00 - 20:55に放送。         |
| 8月28日  | 我が街のクラブチーム ～山口舞と岡山シーガルズ20年～                             | 19:00 - 19:55に放送。         |
| 10月9日  | 『アートで街を占拠する』 ～岡山芸術交流 始まる～                                | 20:00 - 20:55に放送。         |
| 11月20日 | おかやまマラソン2019 ～街を変えた5年 ランナーの足跡～                           |                               |
| 12月18日 | 岡山経済同友会 教育フォーラム ～暮らしの中のSDGs～海ごみから瀬戸内海を守ろう!～ |                               |

### 2020年
| 放送日時 | タイトル                                                      | 備考                                                        |
| -------- | ------------------------------------------------------------- | ----------------------------------------------------------- |
| 1月22日  | 200のメッセージ ～地域の今を伝え続けて～                      | 19:00 - 19:55に放送。                                       |
| 3月4日   | マジシャン、元ホームレス                                      | 19:00 - 19:55に放送。                                       |
| 3月25日  | 緊急生放送 新型コロナウイルス 岡山・香川は                    | 生放送                                                      |
| 4月29日  | みんなと歩きたい 義足の少年 小学校へ                          |                                                             |
| 5月20日  | 中村屋三代 桜花の如く ～四国こんぴら歌舞伎大芝居 秘話～       | 19:00 - 20:00に放送。                                       |
| 5月27日  | 世界が注目 自然派ワインを岡山で                               | 19:00 - 19:55に放送。                                       |
| 7月1日   | 高畑勲監督、岡山空襲を語る ～アニメ「火垂るの墓」戦争と平和～ | 19:00 - 19:57に放送。 2016年6月22日放送分のアンコール放送。 |
| 7月8日   | 豪雨から2年 復興の影で… ～被災地 真備町は今～                 | 20:00 - 20:55に放送。                                       |
| 8月5日   | コロナ危機 揺らぐ岡山・香川の経済                             | 19:00 - 19:55に放送。                                       |
| 9月2日   | シカが橋からやってくる ～小さな島の騒動記～                   | 20:00 - 20:55に放送。 2013年12月4日放送分のアンコール放送。 |
| 10月28日 | コロナ感染拡大 伊原木隆太知事緊急生出演                       | 生放送 19:00 - 19:55に放送。                                |
| 11月18日 | 街が変わる ～岡山カルチャーゾーン新時代～                     | 20:00 - 20:55に放送。                                       |
| 12月2日  | 岡山経済同友会教育フォーラム ～社会につながる教育を～         | 20:00 - 20:55に放送。                                       |

### 2021年
| 放送日時 | タイトル                                                                | 備考                         |
| -------- | ----------------------------------------------------------------------- | ---------------------------- |
| 1月27日  | 病への差別 終わらない闘い ハンセン病療養所の90年                        |                              |
| 2月24日  | 木の時代が始まる                                                        |                              |
| 3月31日  | 新型コロナ1年 岡山・香川 終息への鍵を探る                               |                              |
| 5月5日   | コロナ感染拡大 伊原木知事緊急生出演                                     | 生放送                       |
| 5月12日  | 「私たちのSDGs」～未来を考えるきっかけ～                                |                              |
| 6月16日  | 嗚呼 岡山城                                                             |                              |
| 6月30日  | 音楽の灯よ 消えないで ～福田廉之介 21歳～                               |                              |
| 8月11日  | 渋野日向子 笑顔の向こう側で ～岡山の若き女子ゴルファーたち～            |                              |
| 8月18日  | 緊急生放送 新型コロナ感染再拡大 岡山・香川                              | 生放送 19:00 - 19:55に放送。 |
| 8月25日  | 日本柔道の神髄へ 古賀稔彦の遺したもの                                   |                              |
| 9月22日  | 隈研吾 未来の建築 ～木の聖地 真庭へ～                                   |                              |
| 9月29日  | よみがえれニュータウン ～～岐路に立つ山陽団地～～                       |                              |
| 10月13日 | 有言実行 金メダルへの軌跡 ～車いす陸上・佐藤友祈～                      | 生放送                       |
| 10月27日 | さざなみハウス～ハンセン病療養所からの発信～                            | 生放送                       |
| 11月17日 | 天国の母と描いた動物たち～自閉症の画家、石村嘉成の挑戦～                | 19:00 - 19:55に放送。        |
| 11月24日 | ペットの時代 殺処分ゼロへ～保護犬・保護猫は今・・・～                   |                              |
| 12月15日 | 岡山経済同友会 教育フォーラム ～絆をつないで～ 命を守るためにできること | 19:00 - 19:57に放送。        |
| 12月22日 | 三味の音と魂の唄～蝦名宇摩 牛窓 そして奄美～                            | 20:00 - 20:55に放送。        |

### 2022年
| 放送日時          | タイトル                                                                      | 備考                         |
| ----------------- | ----------------------------------------------------------------------------- | ---------------------------- |
| 1月19日           | 緊急生放送 オミクロン株 感染拡大 岡山・香川は                                 | 生放送 19:00 - 19:55に放送。 |
| 1月26日           | 緊急生放送 猛威オミクロン株 ～私たちの暮らしをどう守る～                      | 生放送                       |
| 2月16日           | ありのままで ～LGBTQ＋ 新時代～                                               | 19:00 - 19:55に放送。        |
| 3月2日            | 美作三湯 ～私たちはコロナに負けない～                                         | 20:00 - 20:55に放送。        |
| 3月7日（6日深夜） | メッセージ特別編 さよならシェレンベルガー ～岡フィル指揮9年の集大成をここに～ | 2:20 - 3:15に放送。          |
| 3月9日            | 天国の母と描いた動物たち ～自閉症の画家、石村嘉成の挑戦 完全版～              | 20:00 - 20:55に放送。        |
| 3月16日           | 今こそアートの力で ～いよいよ瀬戸芸・芸術交流・ハレノワ～                     | 20:00 - 20:55に放送。        |
| 4月6日            | アンダーグラウンドの砦 ～岡山ペパーランド50年～                               | 19:00 - 19:55に放送。        |
| 4月27日           | 温羅も注目!吉備高原都市 夢ふたたび～温羅も見染め、鬼ノ城を築いた吉備高原～    | 20:00 - 20:55に放送。        |
| 5月25日           | われら自然派 ～ワインが拓く農業の未来～                                       |                              |
| 6月29日           | 変わる教育 ～学びの最前線は今…～                                              |                              |
| 7月27日           | ふるさと岡山へ サーカスが帰ってくる ～木下サーカスの120年～                   |                              |
| 8月10日           | 終戦77年 戦没画家と家族 ～心をつなぐ 一枚のスケッチ～                         | 20:00 - 20:55に放送。        |
| 9月7日            | 備前焼 産土の窯 ～伊勢﨑淳と晃一朗～                                          | 19:00 - 19:55に放送          |
| 9月28日           | 海の芸術郷へ～福武總一郎の夢、30年～                                          | 19:00 - 19:55に放送          |
| 10月19日          | ユメミルアート～岡山芸術交流2022～                                            | 19:00 - 19:57に放送          |
| 11月23日          | 3年ぶり復活! おかやまマラソン2022                                             | 19:00 - 19:55に放送          |
| 12月21日          | 画家・石村嘉成を生んだ療育                                                    | 19:00 - 19:55に放送          |

### 2023年
| 放送日時 | タイトル | 備考                               |
| -------- | --- | ---------------------------------- |
| 1月18日  | 孤独死～救えなかったのか～                                                                                       | 19:00 - 19:55に放送                |
| 2月15日  | 故郷ネパールに小学校を! ウパカル 岡山からの里帰り                                                                |                                    |
| 3月15日  | 令和に語り継ぐ 田中角栄の人間力 元秘書官 小長啓一                                                                | 生放送 20:00 - 20:55に放送         |
| 4月26日  | 輝け！ブルーシャインズ～岡山発・女子野球 新時代へ～                                                              |                                    |
| 5月31日  | 岐路を迎えたローカル線～JR芸備線の今～                                                                           | 生放送 20:00 - 20:55に放送         |
| 6月28日  | ここで生きる覚悟～西日本豪雨5年～                                                                                |                                    |
| 7月26日  | 【RSK地域スペシャル メッセージ 「日本記者クラブ賞・特別賞」受賞記念】 島の命を見つめて～豊島の看護師・うたさん～ | 2015年9月2日放送分のアンコール放送 |
| 8月30日  | 受け継がれる石井十次の魂～児童福祉のルーツは岡山にあった～                                                       |                                    |
| 9月20日  | 戦争の語り部たち～フジコ・ヘミング戦時下の青春～                                                                 |                                    |
| 10月25日 | いま よみがえる北前船～西大寺に残る一枚の絵を追う～                                                              |                                    |
| 11月22日 | 完全復活！おかやまマラソン2023～1万6000の想い～                                                                  |                                    |
| 12月20日 | 部活動ができない！～少子化の時代 指導者はあなた？～                                                              |                                    |

### 2024年
| 放送日時 | タイトル                                                                                                  | 備考   |
| -------- | --- | ------ |
| 1月31日  | 岡山・香川 2024年の顔・FACE                                                                               |        |
| 2月28日  | パリで輝け！～五輪にかける岡山・香川のアスリート～                                                        |        |
| 3月13日  | 沢知恵 私は闘いたい～「隔離と歌」の旅～                                                                   |        |
| 4月24日  | 生きものバンザイ！～なぜ今アーティスト石村嘉成なのか～                                                    |        |
| 5月29日  | 望まれない性を生きて～臼井崇来人 闘いの十年～                                                             |        |
| 6月26日  | 老～い！おやじーず～踊る 青春グラフィティ～                                                               |        |
| 7月31日  | 路線バス 新時代～岡山市が動き出した～                                                                     |        |
| 8月28日  | パリ五輪 笑顔と涙の舞台裏～岡山・香川のアスリートたち～                                                   |        |
| 9月25日  | 「人薬」～精神科医・山本昌知～                                                                            |        |
| 10月23日 | 障がい者～大量解雇の波紋～                                                                                |        |
| 11月6日  | 再会、天国のお母さんと。～映画「青いライオン」公開記念～                                                  |        |
| 11月20日 | おかやまマラソン2024～1万6400のドラマ～                                                                   |        |
| 12月11日 | RSK地域スペシャル メッセージ×KICK OFF! OKAYAMA・KAGAWA ～生放送 悲願のJ1昇格ファジアーノ 全員で勝った！～ | 生放送 |
| 12月18日 | なぜ学生は都会に行くのか？～若者に選ばれる地域を目指して～                                                |        |

### 2025年
| 放送日時        | タイトル                                                                 | 備考   |
| --------------- | ------------------------------------------------------------------------ | ------ |
| 1月29日         | 岡山・香川 2025年の顔・FACE                                              |        |
| 2月26日         | 表現。生きている証～PEPPERLAND 能勢伊勢雄～                              |        |
| 3月26日         | 雑草魂～ユーリ阿久井政悟～                                               |        |
| 4月16日         | ファジアーノ岡山 どうするスタジアム～J1で戦うために～                    | 生放送 |
| 4月30日         | めざせ! 四国×東九州新幹線 第2弾 ～なぜ四国に新幹線はやってこないのか？～ |        |
| 5月28日         | 山陽新幹線と私たちの半世紀 ～岡山－博多 開業50年～                       |        |
| 6月25日         | 追悼 河島淳子さん～自閉症児の療育に捧げた人生～                          |        |
| 7月23日         | 土と炎の記憶～人間国宝・伊勢﨑淳～                                       |        |
| 8月13日         | 岡山・香川 戦後80年 未来に繋ぐ記憶                                       |        |
| 8月20日（予定） | 今こそ昔の話を～加藤登紀子とハンセン病～                                 |        |

## スタッフ
- 製作著作:山陽放送（2012年10月以降はRSK60th）